# ガラス玉演戯
『ガラス玉演戯』（独: Das Glasperlenspiel）は、ドイツの作家ヘルマン・ヘッセ（Hermann Hesse）が、1946年にノーベル文学賞を受賞する直接の契機となった小説で、最も長編の作品である。初刊は亡命生活にあったヘッセが、第2次世界大戦の最中（1943年）に小部数で出している。
訳書は、ヘッセと交流のあった高橋健二訳（「ヘッセ全集」ほか）が長年絶版で、古書以外では入手困難だったが、2004年にブッキングで復刊した。
近年「日本ヘルマン・ヘッセ友の会・研究会編」の新訳（「ヘッセ全集15　ガラス玉遊戯」、臨川書店）が出版された。
主人公は、様々な遍歴と彷徨を経て、学芸の精粋を究め高い地位に就くが、“常に新しく始める覚悟がなければならない”と考え、つつましい仕事に向かってゆく。本作以降のヘッセは、小説をほとんど書かず、詩や随想が主となった。
作中において、易経の「蒙」卦について触れられている。

## 日本語訳
- 「ガラス玉遊戯」 井手賁夫訳、角川文庫（上下）、1955（復刊1990）
- 「ガラス玉遊戯」 登張正実訳、「ヘルマン・ヘッセ全集」三笠書房、1958
- 「ガラス玉演戯」 高橋健二訳、「ヘルマン・ヘッセ全集」新潮社、1958、他に新潮文庫（上下）
  - 新版「ヘルマン・ヘッセ全集9」、「新潮世界文学37　ヘッセⅡ」新潮社
- 「ガラス玉遊戯」 日本ヘルマン・ヘッセ友の会・研究会 編訳、「ヘルマン・ヘッセ全集15」臨川書店、2007